# Bạch Linh
Bạch Linh (白玲 (Bạch Linh) Hakurei) là danh hiệu lớn thứ tám của giới Nữ Lưu kì sĩ Nhật Bản. Giải đấu để tranh danh hiệu này là Cup Hulic - Bạch Linh chiến (ヒューリック杯白玲戦 Hulic-hai Hakurei-sen), được đồng tổ chức bởi Tập đoàn Hulic và Liên đoàn Shogi Nhật Bản, với loạt trận tranh danh hiệu Bạch Linh tối đa 7 ván đấu, phần thưởng cho người chiến thắng (kèm với danh hiệu Bạch Linh) là 40 triệu Yên - giải thưởng tiền mặt lớn nhất của một giải đấu danh hiệu cho Nữ Lưu kì sĩ.
Bài viết này cũng đồng thời giới thiệu về Nữ Lưu Thuận Vị chiến (女流順位戦 Joryu Juni-sen) - là hệ thống để xác định Khiêu chiến giả - người thách đấu danh hiệu Bạch Linh.
Nữ Lưu Thuận Vị chiến kì 1 lần đầu tiên được tổ chức từ ngày 13 tháng 11 năm 2020, loạt trận tranh danh hiệu Bạch Linh cùng kì diễn ra vào tháng 9 - tháng 10 năm 2021.

## Tổng quan
Ban đầu, phần thưởng tiền mặt cho người chiến thắng danh hiệu Bạch Linh là 15 triệu Yên - xấp xỉ với phần thưởng 16,5 triệu Yên cho người thất bại trong loạt trận tranh danh hiệu Long Vương, và gấp đôi số tiền thưởng của danh hiệu ra đời trước nó là Thanh Lệ (với 7 triệu Yên, đứng thứ nhì về số tiền thưởng). Ngày 22 tháng 4 năm 2025, chủ tịch của tập đoàn Hulic là Nishiura Saburo đã quyết định nâng phần thưởng cho người chiến thắng cuối cùng từ 15 triệu Yên lên 40 triệu Yên, đồng thời thưởng đặc biệt thêm mười triệu Yên, tức là người chiến thắng danh hiệu sẽ nhận được 50 triệu Yên. Đây là mức tiền thưởng lớn nhất cho một danh hiệu, ngang với Kì Thánh (cũng là 40 triệu Yên và 10 triệu thưởng) và hơn Long Vương (44 triệu Yên).
Với sự ra đời của Bạch Linh - giải đấu được tài trợ bởi Tập đoàn Hulic, Thanh Lệ chiến sẽ được tài trợ bởi Tập đoàn Xây dựng Taisei. Trong buổi họp báo, Nishiura Saburo - giám đốc của Hulic đã phát biểu: "Chúng tôi quyết định thể thức của Bạch Linh chiến sẽ giống với Thuận Vị chiến, với hy vọng về việc sức mạnh bản chất của một Nữ Lưu kì sĩ sẽ được phát huy toàn bộ. Tôi cũng mong rằng các Nữ Lưu kì sĩ sẽ mạnh hơn trong tương lai."
Với sự xuất hiện của Bạch Linh, giới Nữ Lưu kì sĩ tính tới nay đã có 8 danh hiệu lớn - ngang bằng với 8 danh hiệu lớn của các kì thủ chuyên nghiệp. Thông qua Bạch Linh chiến, một Nữ Lưu kì sĩ có thể được thăng cấp như sau:
- Thăng lên Nữ Lưu Tam đẳng nếu chiến thắng danh hiệu Bạch Linh.
- Thăng lên Nữ Lưu Nhị đẳng nếu thăng lên tổ A.
- Thăng lên Nữ Lưu Sơ đẳng nếu thăng lên tổ B.
- Thăng lên Nữ Lưu Nhất cấp nếu thăng lên tổ C.

Ngoài ra, hệ thống nhận diện kì phổ tự động của Tập đoàn Ricoh - hệ thống được giới thiệu lần đầu tiên tại Nữ Lưu Vương Tọa chiến kì 10 (năm 2020) cũng được sử dụng rộng rãi trong Bạch Linh chiến.
Bộ phim tài liệu "Bạch Linh - Giải đấu số 1 giới Nữ Lưu kì sĩ" (白玲〜初代女流棋士 No.1 決定戦〜) đã được chiếu trên kênh BS Fuji 12 lần, từ tháng 12/2020 tới tháng 11/2021, và mùa 2 của bộ phim này được phát sóng kể từ tháng 5/2022.

## Thể thức
Giai đoạn Sơ loại của Bạch Linh chiến được gọi là Nữ Lưu Thuận Vị chiến (女流順位戦 Joryu Juni-sen) - lấy cảm hứng từ hệ thống Thuận Vị chiến của danh hiệu Danh Nhân, với bốn tổ nối tiếp nhau (thấp dần) là A - B - C - D, thi đấu liên tục và có thăng - giáng tổ hàng năm. Chỉ có các Nữ Lưu kì sĩ mới được tham gia hệ thống giải đấu này.

### Kì 1

#### Sơ loại
Ở giai đoạn Sơ loại của kì 1, 64 Nữ Lưu kì sĩ (gồm cả Nishiyama Tomoka - người khi đó không phải Nữ Lưu kì sĩ) được chia vào 8 bảng từ A đến H, mỗi bảng gồm 8 kì thủ nữ và đánh vòng tròn với nhau một lượt. Trong mỗi ván đấu, mỗi kì thủ có 2 tiếng (đồng hồ cờ vua). Trong trường hợp có từ 2 kì thủ bằng hiệu số với nhau, hoặc họ sẽ xét hiệu số đối đầu - hoặc sẽ phải tổ chức một vòng playoff phụ để xác định rõ ràng thứ tự từ 1 đến 8 ở mỗi bảng.
Sau đó, dựa trên vị trí từ nhất tới cuối cùng ở mỗi bảng, 64 kì thủ nữ này tiếp tục được chia vào 8 nhánh đấu loại trực tiếp. Ở nhánh đấu của 8 Nữ Lưu kì sĩ mạnh nhất mỗi bảng, hai kì thủ mạnh nhất mỗi nhánh sẽ thi đấu với nhau ở loạt trận tranh danh hiệu.

#### Loạt trận tranh danh hiệu
Sau khi chọn ra hai kì thủ mạnh nhất qua giai đoạn Sơ loại, họ (gồm Nishiyama Tomoka và Watanabe Mana) sẽ bước vào loạt trận 7 ván - người thắng trước 4 ván sở hữu danh hiệu Bạch Linh. Thời gian cho mỗi kì thủ ở ván đấu tranh danh hiệu là 4 tiếng byoyomi. Kể từ kì thứ 2, loạt trận này được chơi bởi đương kim sở hữu danh hiệu Bạch Linh và Khiêu chiến giả - người chiến thắng tổ A ở hệ thống Nữ Lưu Thuận Vị chiến.

### Kì 2 trở đi
Ở kì thứ 2, 64 Nữ Lưu kì sĩ đã tham gia kì thứ nhất được xếp vào 4 tổ A - B - C - D trong hệ thống Nữ Lưu Thuận Vị chiến, dựa trên xếp hạng của họ ở kì 1 như sau:
- Bạch Linh - người chiến thắng danh hiệu Bạch Linh (Nishiyama Tomoka) ở kì 1.
- Tổ A (10 kì thủ) - các kì thủ xếp thứ 2 - 11 ở kì 1.
- Tổ B (10 kì thủ) - các kì thủ xếp thứ 12 - 21 ở kì 1.
- Tổ C (20 kì thủ) - các kì thủ xếp thứ 22 - 41 ở kì 1.
- Tổ D (không giới hạn) - các kì thủ xếp thứ 42 - 64 ở kì 1 và các kì thủ không tham gia Bạch Linh chiến kì 1.

Hệ thống 4 tổ A tới D này được gọi là Nữ Lưu Thuận Vị chiến (女流順位戦 Joryu Juni-sen), sẽ thi đấu liên tục (đương kim Bạch Linh được miễn thi đấu giai đoạn này) và có thể thức tương tự với Thuận Vị chiến của Danh Nhân.
Ở tổ A và tổ B, 10 Nữ Lưu kì sĩ sẽ thi đấu vòng tròn một lượt. Ở tổ C và tổ D, mỗi kì thủ nữ sẽ thi đấu 8 trận thông qua bốc thăm. Thành tích chung cuộc của mỗi kì Nữ Lưu Thuận Vị chiến sẽ là cơ sở để kì thủ đó có được thăng hay bị giáng tổ. Tuy nhiên ở tổ A, nếu như có nhiều hơn 1 kì thủ đứng đầu - một ván đấu playoff sẽ được tổ chức. Người chiến thắng tổ A (có thứ hạng cao nhất tổ A) sẽ trở thành Khiêu chiến giả - người thách đấu danh hiệu Bạch Linh của đương kim sở hữu khi đó.
Đối với các tổ còn lại, 2 tới 4 kì thủ xuất sắc nhất mỗi tổ (2 với A-B, 3 với B-C và 4 với C-D) sẽ được thăng lên tổ cao hơn một bậc và ngược lại, 2 tới 4 kì thủ thành tích tệ nhất sẽ phải xuống chơi ở tổ thấp hơn một bậc vào kì tiếp theo. 
| Vị trí    | Số lượng       | Số ván đấu                                                       | Thời gian       | Thăng tổ | Giáng tổ                                                                          |
| --------- | -------------- | ---------------------------------------------------------------- | --------------- | --- | --------------------------------------------------------------------------------- |
| Bạch Linh | 1 người        | Loạt trận tranh danh hiệu 7 ván với Khiêu chiến giả              | 4 tiếng byoyomi | Người thắng trước 4 ván ⇒ Đương kim Bạch Linh                                                                       | Người thua trong loạt trận tranh danh hiệu → Xuống chơi ở tổ A trong kì tiếp theo |
| Tổ A      | 10 người       | 9 ván đấu, đánh vòng tròn một lượt tính điểm + Playoff (nếu cần) | 3 tiếng byoyomi | Người đứng đầu tổ A ⇒ Bạch Linh Khiêu chiến giả                                                                     | Hai kì thủ đứng chót - áp chót tổ A → Xuống chơi ở tổ B vào kì tới                |
| Tổ B      | 10 người       | 9 ván đấu, đánh vòng tròn một lượt tính điểm                     | 3 tiếng byoyomi | Hai kì thủ đứng đầu tổ B ⇒ Thăng lên tổ A ở kì tiếp theo                                                            | Ba kì thủ đứng chót tổ B → Xuống chơi tổ C ở kì tiếp theo                         |
| Tổ C      | 20 người       | Mỗi kì thủ thi đấu 8 ván.                                        | 2 tiếng byoyomi | Ba kì thủ đứng đầu tổ C (có thể nhiều hơn nếu có nhiều hơn 3 kì thủ đứng đầu tổ C) ⇒ Thăng lên tổ B ở kì tiếp theo  | Bốn kì thủ đứng chót tổ C → Xuống chơi tổ D ở kì tiếp theo                        |
| Tổ D      | Không giới hạn | Mỗi kì thủ thi đấu 8 ván.                                        | 2 tiếng byoyomi | Bốn kì thủ đứng đầu tổ D (có thể nhiều hơn nếu có nhiều hơn 4 kì thủ đứng đầu tổ D) ⇒ Thăng lên tổ C ở kì tiếp theo | Nhận đủ 3 điểm giáng tổ → Rời khỏi hệ thống Nữ Lưu Thuận Vị chiến.                |

- Các kì thủ mới tham gia hệ thống Nữ Lưu Thuận Vị chiến (từ kì 2 trở đi) sẽ bắt đầu từ tổ D.
- Trong trường hợp có nhiều hơn 3-4 kì thủ được thăng tổ ở tổ C và tổ D, số kì thủ ở tổ B, tổ C phải giáng xuống tổ thấp hơn sẽ được điều chỉnh.
- Nếu một kì thủ xin tạm thời rút lui khỏi hệ thống Nữ Lưu Thuận Vị chiến, lịch và sắp xếp các ván thi đấu sẽ được điều chỉnh nhiều nhất có thể, trong khả năng của hệ thống[10].

#### Cơ chế tính điểm giáng tổ ở tổ D.
- Đếm số kì thủ tham gia tổ D ở kì đó.
- Chia số kì thủ đó cho 4,5 và lấy phần nguyên (Ví dụ: 5,67 lấy 5 - Nữ Lưu Thuận Vị chiến kì 2, tổ D[14]). Con số ta nhận được là số kì thủ tính từ vị trí thấp nhất ngược trở lên phải nhận một điểm giáng tổ.

#### Cơ chế xóa điểm giáng tổ ở tổ D.
- Điểm giáng tổ đầu tiên là không thể xóa, nếu kì thủ đó vẫn ở tổ D.
- Điểm giáng tổ thứ hai có thể xóa nếu như kì thủ đó có ít nhất 5 ván thắng trong một kì ở tổ D năm đó.
- Khi được thăng lên tổ C từ tổ D, mọi điểm giáng tổ mà kì thủ đó nhận sẽ được xóa. Nếu kì thủ đó lại bị giáng xuống tổ D ở kì sau đó, điểm giáng tổ của Nữ Lưu kì sĩ đó sẽ được đặt về 0.
- Một Nữ Lưu kì sĩ nếu phải rời khỏi hệ thống Nữ Lưu Thuận Vị chiến có thể quay trở lại tổ D của hệ thống này nếu như đạt được một trong những điều kiện sau đây:

1. Lọt vào Chung kết Sơ loại của Thanh Lệ chiến.
2. Lọt vào vòng Tứ kết giai đoạn Xác định Khiêu chiến giả của Giải MyNavi Nữ mở rộng.
3. Lọt vào vòng Tứ kết giai đoạn Xác định Khiêu chiến giả của Nữ Lưu Vương Tọa chiến.
4. Lọt vào giai đoạn Xác định Khiêu chiến giả của Nữ Lưu Danh Nhân chiến.
5. Lọt vào giai đoạn Xác định Khiêu chiến giả của Nữ Lưu Vương Vị chiến.
6. Lọt vào vòng Tứ kết giai đoạn Xác định Khiêu chiến giả của Nữ Lưu Vương Tướng chiến.
7. Lọt vào top 8 của Thương Phu Đằng Hoa chiến.

- Những điểm giáng tổ của hệ thống Nữ Lưu Thuận Vị chiến không liên quan tới điểm giáng cấp của Yêu cầu Nữ Lưu kì sĩ giải nghệ.

## Loạt trận tranh danh hiệu - Nữ Lưu Thuận Vị chiến tổ A
| - Về loạt trận tranh danh hiệu Bạch Linh - Thắng - thua theo góc nhìn của đương kim sở hữu danh hiệu Bạch Linh。千 là kí hiệu cho Thiên Nhật Thủ、持 là kí hiệu cho thế bế tắc。 - Người chiến thắng chung cuộc được đánh dấu màu hồng. - Đối với Nữ Lưu Thuận Vị chiến tổ A: - Vị trí các kì thủ trong tổ được xác định bởi thành tích của kì trước đó. - ◎kí hiệu kì thủ đó trở thành Khiêu chiến giả、○ kí hiệu kì thủ đó trở thành Khiêu chiến giả thông qua Playoff、▼ kí hiệu kì thủ đó bị giáng tổ、▽ kí hiệu kì thủ đó rời khỏi tổ A (giải nghệ hoặc qua đời)、全 kí hiệu kì thủ đó toàn thắng、休 kí hiệu kì thủ đó tạm thời nghỉ ngơi。 - Tên các kì thủ được đánh dấu màu đặc biệt để cho thấy rằng họ đã sở hữu danh hiệu Bạch Linh |

|    |      | Loạt tranh danh hiệu | Loạt tranh danh hiệu | Loạt tranh danh hiệu | Kì thủ đứng đầu mỗi tổ       | Kì thủ đứng đầu mỗi tổ          | Kì thủ đứng đầu mỗi tổ          | Kì thủ đứng đầu mỗi tổ          | Kì thủ đứng đầu mỗi tổ          | Kì thủ đứng đầu mỗi tổ          | Kì thủ đứng đầu mỗi tổ          | Kì thủ đứng đầu mỗi tổ          | 3 kì thủ còn lại tham gia tổ A | 3 kì thủ còn lại tham gia tổ A | 3 kì thủ còn lại tham gia tổ A |
| Kì | Năm  | Thắng bán kết 1      | Kết quả              | Thắng bán kết 2      | A                            | B                               | C                               | D                               | E                               | F                               | G                               | H                               | 9                              | 10                             | 11                             |
| -- | ---- | -------------------- | -------------------- | -------------------- | ---------------------------- | ------------------------------- | ------------------------------- | ------------------------------- | ------------------------------- | ------------------------------- | ------------------------------- | ------------------------------- | ------------------------------ | ------------------------------ | ------------------------------ |
| 1  | 2021 | Nishiyama Tomoka     | ○○○○                 | Watanabe Mana        | Ito                          | Kato Kei                        | Kato Momoko                     | ◎ Nishiyama                     | ◎ Watanabe                      | Ishimoto                        | Satomi                          | Nakai                           | Suzuki                         | Tomomi                         | Yamane                         |
|    |      | Loạt tranh danh hiệu | Loạt tranh danh hiệu | Loạt tranh danh hiệu | Nữ Lưu Thuận Vị chiến - Tổ A | Nữ Lưu Thuận Vị chiến - Tổ A    | Nữ Lưu Thuận Vị chiến - Tổ A    | Nữ Lưu Thuận Vị chiến - Tổ A    | Nữ Lưu Thuận Vị chiến - Tổ A    | Nữ Lưu Thuận Vị chiến - Tổ A    | Nữ Lưu Thuận Vị chiến - Tổ A    | Nữ Lưu Thuận Vị chiến - Tổ A    | Nữ Lưu Thuận Vị chiến - Tổ A   | Nữ Lưu Thuận Vị chiến - Tổ A   | Nữ Lưu Thuận Vị chiến - Tổ A   |
| Kì | Năm  | Đương kim            | Kết quả              | Khiêu chiến          | Bạch Linh                    | 1                               | 2                               | 3                               | 4                               | 5                               | 6                               | 7                               | 8                              | 9                              | 10                             |
| 2  | 2022 | Nishiyama Tomoka     | ●●○○●○●              | Satomi Kana          | Nishiyama                    | Watanabe                        | ◎ Satomi                        | Kato Kei                        | Ito                             | ▼ Ishimoto                      | Kato Momoko                     | Nakai                           | ▼ Suzuki                       | Tomomi                         | Yamane                         |
|    |      | Loạt tranh danh hiệu | Loạt tranh danh hiệu | Loạt tranh danh hiệu | Bạch Linh                    | 7 kì thủ ở lại tổ A từ kỳ trước | 7 kì thủ ở lại tổ A từ kỳ trước | 7 kì thủ ở lại tổ A từ kỳ trước | 7 kì thủ ở lại tổ A từ kỳ trước | 7 kì thủ ở lại tổ A từ kỳ trước | 7 kì thủ ở lại tổ A từ kỳ trước | 7 kì thủ ở lại tổ A từ kỳ trước | Các kì thủ thăng lên từ tổ B   | Các kì thủ thăng lên từ tổ B   | Các kì thủ thăng lên từ tổ B   |
| 3  | 2023 | Satomi Kana          | ○●●●○○●              | Nishiyama Tomoka     | Satomi                       | ◎ Nishiyama                     | Ito                             | Kato Momoko                     | ▼ Nakai                         | Kato Kei                        | ▽ Tomomi                        | Yamane                          | Watanabe                       | ▼ Nakamura                     | Ueda                           |
| 4  | 2024 | Nishiyama Tomoka     | ○●●○□□               | Fukuma Kana          | Nishiyama                    | ○ Fukuma                        | Ito                             | Kato Momoko                     | Yamane                          | Ueda                            | Kato Kei                        | ▼ Watanabe                      | ▼ Tsukada                      | Ishimoto                       | khuyết                         |
| 5  | 2025 | Nishiyama Tomoka     |                      |                      | Nishiyama                    | Fukuma                          | Ito                             | Kato Momoko                     | Yamane                          | Ueda                            | Kato Kei                        | Ishimoto                        | Wada Aki                       | Suzuki                         | Kagawa Manao                   |

| Kì | Tổng số | Bạch Linh       | Tổ A            | Tổ B            | Tổ C            | Tổ D            |
| -- | ------- | --------------- | --------------- | --------------- | --------------- | --------------- |
| 1  | 64      | không phân định | không phân định | không phân định | không phân định | không phân định |
| 2  | 68      | 1               | 10              | 10              | 20              | 27              |
| 3  | 73      | 1               | 10              | 10              | 20              | 32              |
| 4  | 76      | 1               | 9               | 10              | 20              | 36              |
| 5  | 78      | 1               | 10              | 10              | 20              | 37              |

## Kỉ lục ghi nhận
|                 | Sở hữu danh hiệu                  | Xuất hiện trong loạt tranh ngôi   | Khiêu chiến ở loạt tranh ngôi     | Xuất hiện ở tổ A                 |
| --------------- | --------------------------------- | --------------------------------- | --------------------------------- | -------------------------------- |
| Nhiều lần nhất  | Nishiyama Tomoka (3 lần)          | Nishiyama Tomoka (4 lần)          | Nishiyama Tomoka (2 lần)          | Nishiyama Tomoka (4 lần)         |
| Chuỗi liên tiếp | Nishiyama Tomoka (2 lần)          | Nishiyama Tomoka (4 lần)          | -                                 | Nishiyama Tomoka (4 lần)         |
| Trẻ nhất        | Kì 1 - Nishiyama Tomoka (26 tuổi) | Kì 1 - Nishiyama Tomoka (26 tuổi) | Kì 1 - Nishiyama Tomoka (26 tuổi) | Kì 2 - Ishimoto Sakura (22 tuổi) |
| Lớn tuổi nhất   | Kì 2 - Satomi Kana (30 tuổi)      | Kì 2 - Satomi Kana (30 tuổi)      | Kì 2 - Satomi Kana (30 tuổi)      | Kì 3 - Nakai Hiroe (53 tuổi)     |